# Acanthodactylus spinicauda
Acanthodactylus spinicauda este o specie de șopârle din genul Acanthodactylus, familia Lacertidae, ordinul Squamata, descrisă de Doumergue 1901. A fost clasificată de IUCN ca specie pe cale de dispariție (stare critică). Conform Catalogue of Life specia Acanthodactylus spinicauda nu are subspecii cunoscute.